# 苦刮堂
《苦刮堂》，是敖幼祥的漫画，为單格漫畫強調「人民有苦，本堂必刮」，除了政治同樣被納入題材的還有食安議題，挖苦意味濃厚」。透過手機與網路發送，已引起網友回應。每天一幅。